# Phyllobotryum spathulatum
Phyllobotryum spathulatum är en videväxtart som beskrevs av Müll. Arg.. Phyllobotryum spathulatum ingår i släktet Phyllobotryum och familjen videväxter. Inga underarter finns listade i Catalogue of Life.